# 赵进才
赵进才（1960年12月—），内蒙古丰镇人，中国环境化学家，中国科学院化学研究所研究员。

## 生平
1982年7月毕业于内蒙古大学化学系，1986年8月获该校硕士学位，1994年4月获日本Meisei大学博士学位。2011年当选为中国科学院院士。2018年1月，当选第十三届全国政协委员。